# Statens industrikommission
Statens industrikommission instiftades 1914 för att stödja industrins verksamhet i Sverige under första världskriget och avvecklades 1920. Efter andra världskrigets utbrott 1939 upptogs kommissionens arbete på nytt för att reglera industriproduktionen och dess råvarubehov.

## Historik

### Första världskriget
En av huvuduppgifterna för Industrikommissionen under första världskriget var att skaffa exportlicenser från andra länder för råvaror som den svenska industrin behövde. Dessutom ansvarade kommissionen för att bedöma vilka undantag som skulle göras från regeringens exportförbud för att förhindra alltför svår arbets- och varubrist. Det handlade inte bara om att hålla den svenska industrin igång genom nödvändig export, utan också att kunna ge andra länder kompensation för licenser för de nödvändiga varor som de å sin sida hade förbjudit att exportera. På grund av krigsförhållandena hade den internationella handeln nämligen antagit former som man trodde vara sedan länge övergivna. Pengarna spelade en allt mindre roll och istället bytte man varor mot varor. Det utvecklade sig ett helt kompensationssystem med ömsesidiga exportlicenser som förutsättning.
En annan viktig aspekt av Industrikommissionens arbete var att se till att statliga institutioner och verk i så hög grad som möjligt anpassade sina beställningar för att möta den svenska industrins behov av arbetskraft.

### Senare verksamhet
Industrikommissionen uppgick 1950 i Statens handels- och industrikommission.